# Acraea mesoleuca
Acraea mesoleuca är en fjärilsart som beskrevs av Wichgraf 1914. Acraea mesoleuca ingår i släktet Acraea och familjen praktfjärilar. Inga underarter finns listade i Catalogue of Life.